# Leatop Plaza
Leatop Plaza (čínsky znaky zjednodušené 利通广场, tradiční 利通廣場) je mrakodrap ve městě Kanton v Číně. Má 302,7 m, 66 pater a je postaven ve stylu moderní architektury. Konstrukce ze skla a oceli byla dokončena v roce 2012. Architektem je Francisco Gonzalez-Pulido.